# أيكن
أيكن (كارولاينا الجنوبية) (بالإنجليزية: Aiken, South Carolina)‏ هي مدينة تقع في الولايات المتحدة في مقاطعة أيكن (كارولاينا الجنوبية). يقدر عدد سكانها بـ 29,494 نسمة ومساحتها 54.0 كم2 و وترتفع عن سطح البحر 157 متر.

## التركيبة السكانية
حدّد مكتب تعداد الولايات المتحدة بيانات التركيبة السكانية لأيكن في تعداد الولايات المتحدة. في ما يلي، التركيبة السكانية حسب تعدادي 2000 و2010.

### تعداد عام 2000
بلغ عدد سكان أيكن 25,337 نسمة بحسب تعداد عام 2000، وبلغ عدد الأسر 10,287 أسرة وعدد العائلات 6,759 عائلة مقيمة في المدينة. في حين سجلت الكثافة السكانية 465 نسمة لكل كيلومتر مربع (1,204.3/ميل2). وبلغ عدد الوحدات السكنية 11,373 وحدة بمتوسط كثافة قدره 208.7 لكل كيلومتر مربع (540.5/ميل2).
وتوزع التركيب العرقي للمدينة بنسبة 66.63% من البيض و30.30% من الأمريكيين الأفارقة و0.25% من الأمريكيين الأصليين و1.28% من الأمريكيين ذوي الأصول الآسيوية و0.01% من سكان جزر المحيط الهادئ و0.44% من الأعراق الأخرى و1.09% من عرقين مختلطين أو أكثر و1.49% من الهسبانيون أو اللاتينيون من أي عرق.
بلغ عدد الأسر 10,287 أسرة كانت نسبة 31.2% منها لديها أطفال تحت سن الثامنة عشر تعيش معهم، وبلغت نسبة الأزواج القاطنين مع بعضهم البعض 48.9% من أصل المجموع الكلي للأسر، ونسبة 13.7% من الأسر كان لديها معيلات من الإناث دون وجود شريك،  بينما كانت نسبة 3.1% من الأسر لديها معيلون من الذكور دون وجود شريكة وكانت نسبة 34.3% من غير العائلات. تألفت نسبة 29.6% من أصل جميع الأسر من عدة أفراد يعيشون في نفس المنزل ونسبة 11.6% كانت تتألف من شخص يعيش بمفرده يبلغ من العمر 65 عاماً أو أكثر. وبلغ متوسط حجم الأسرة المعيشية 2.34، أما متوسط حجم العائلات فبلغ 2.90.
بلغ العمر الوسطي للسكان 39.5 عاماً. وكانت نسبة 23% من القاطنين تحت سن الثامنة عشر، وكانت نسبة 8% بين الثامنة عشر والرابعة والعشرين عاماً، ونسبة 24.8% كانت واقعةً في الفئة العمرية ما بين الخامسة والعشرين والرابعة والأربعين عاماً، ونسبة 23.6% كانت ما بين الخامسة والأربعين والرابعة والستين، ونسبة 15.6% كانت ضمن فئة الخامسة والستين عاماً فما فوق. يوجد لكل 100 أنثى 88.2 ذكر، ويوجد لكل 100 أنثى في الثامنة عشر من عمرها فما فوق 84.1 ذكر.
بلغ متوسط دخل الأسرة في المدينة 44,059 دولارًا، أما متوسط دخل العائلة فبلغ 56,056 دولارًا. وكان متوسط دخل الذكور 50,239 دولارًا مقابل 26,109 دولارًا للإناث. وسجل دخل الفرد الخاص بالمدينة 23,335 دولارًا. وكانت نسبة 10.6% من العائلات ونسبة 15% من السكان تحت خط الفقر، وكان من هؤلاء نسبة 23% تحت سن الثامنة عشر ونسبة 10.4% في الخامسة والستين من العمر وما فوق.

### تعداد عام 2010
بلغ عدد سكان أيكن 29,524 نسمة بحسب تعداد عام 2010، وبلغ عدد الأسر 12,773 أسرة وعدد العائلات 7,955 عائلة مقيمة في المدينة. في حين سجلت الكثافة السكانية 541.8 نسمة لكل كيلومتر مربع (1,403.3/ميل2). وبلغ عدد الوحدات السكنية 14,162 وحدة بمتوسط كثافة قدره 259.9 لكل كيلومتر مربع (673.1/ميل2).
وتوزع التركيب العرقي للمدينة بنسبة 66.82% من البيض و28.45% من الأمريكيين الأفارقة و0.36% من الأمريكيين الأصليين و1.92% من الأمريكيين ذوي الأصول الآسيوية و0.07% من سكان جزر المحيط الهادئ و0.88% من الأعراق الأخرى و1.49% من عرقين مختلطين أو أكثر و2.60% من الهسبانيون أو اللاتينيون من أي عرق.
بلغ عدد الأسر 12,773 أسرة كانت نسبة 24.4% منها لديها أطفال تحت سن الثامنة عشر تعيش معهم، وبلغت نسبة الأزواج القاطنين مع بعضهم البعض 45.8% من أصل المجموع الكلي للأسر، ونسبة 13.2% من الأسر كان لديها معيلات من الإناث دون وجود شريك،  بينما كانت نسبة 3.3% من الأسر لديها معيلون من الذكور دون وجود شريكة وكانت نسبة 37.7% من غير العائلات. تألفت نسبة 32.7% من أصل جميع الأسر من عدة أفراد يعيشون في نفس المنزل ونسبة 12.8% كانت تتألف من شخص يعيش بمفرده يبلغ من العمر 65 عاماً أو أكثر. وبلغ متوسط حجم الأسرة المعيشية 2.20، أما متوسط حجم العائلات فبلغ 2.78.
بلغ العمر الوسطي للسكان 44.8 عاماً. وكانت نسبة 19.6% من القاطنين تحت سن الثامنة عشر، وكانت نسبة 10.3% بين الثامنة عشر والرابعة والعشرين عاماً، ونسبة 20.3% كانت واقعةً في الفئة العمرية ما بين الخامسة والعشرين والرابعة والأربعين عاماً، ونسبة 27.8% كانت ما بين الخامسة والأربعين والرابعة والستين، ونسبة 21.9% كانت ضمن فئة الخامسة والستين عاماً فما فوق. وتوزع التركيب الجنسي للسكان بنسبة 46% ذكور و54% إناث.

## المدن التوأمة
مدينة أورفييتو هي مدينة توأمة لـأيكن (كارولاينا الجنوبية).

## أعلام
- إيتا جونز
- بول وليامز
- جون بيري
- سام غاري
- فيرن أندرا
- سينثيا إل. ماهوني
- روفوس سميث
- ستيفن إليوت جونيور
- بيغ شو
- آنا كامب